# Rio Preto da Eva (microregio)
Rio Preto da Eva is een van de dertien microregio's van de Braziliaanse deelstaat Amazonas. Zij ligt in de mesoregio Centro Amazonense en grenst aan de deelstaat Roraima in het noordwesten, de mesoregio Norte Amazonense in het westen en de microregio's Manaus in het zuidwesten, Itacoatiara in het zuidoosten en Parintins in het oosten en noorden. De microregio heeft een oppervlakte van circa 31.235 km². Midden 2004 werd het inwoneraantal geschat op 45.093.
Twee gemeenten behoren tot deze microregio:
- Presidente Figueiredo
- Rio Preto da Eva

Mesoregio's: Centro Amazonense · Norte Amazonense · Sudoeste Amazonense · Sul Amazonense

Microregio's: Alto Solimões · Boca do Acre · Coari · Itacoatiara · Japurá · Juruá · Madeira · Manaus · Parintins · Purus · Rio Negro · Rio Preto da Eva · Tefé